# Sunny Isles Beach
Sunny Isles Beach – miasto w Stanach Zjednoczonych, w stanie Floryda, w hrabstwie Miami-Dade.